# Task Force KleptoCapture
La Task Force KleptoCapture est une unité du ministère de la Justice des États-Unis créée en mars 2022 dans le but d'appliquer des sanctions aux oligarques russes (qualifiés de « kleptocrates ») en réponse à l'invasion russe de l'Ukraine,,.

## Contexte
Le président Joe Biden annonce la création de la Task Force KleptoCapture lors du discours sur l'état de l'Union de 2022. Cette équipe est constituée pour cibler spécifiquement les oligarques russes. Cette équipe est composée de fonctionnaires du Federal Bureau of Investigation, du United States Marshals Service, de l'Internal Revenue Service, de l'United States Postal Inspection Service, de l'United States Immigration and Customs Enforcement et des United States Secret Service. L'objectif principal du groupe de travail est d'imposer les sanctions imposées à ces individus russes pour geler et saisir les avoirs qui, selon le gouvernement américain, sont le produit de leur implication illégale avec le gouvernement russe et de l'invasion de l'Ukraine.